# FAプレミアリーグ1998-1999
FAプレミアリーグ1998-99シーズンは、マンチェスター・ユナイテッドが、プレミアシップとFAカップ、チャンピオンズリーグの3冠（トレブル）を達成したシーズンとして多くの人に記憶されている。リーグ戦では3敗を喫しただけであり、7シーズンで5度目となるリーグタイトルを獲得した。
アーセナルは、マンチェスター・ユナイテッドがライバルのリヴァプールと2-2で引き分ける一方で、トッテナム・ホットスパーに勝利した際には最も優勝に近い位置にいたが、最終的に1ポイント差で連覇を逃した。
最終戦の前の週にアーセナルが0-1でリーズ・ユナイテッドで敗れ、マンチェスター・ユナイテッドは首位に立ったが、勝利が必要とされたトッテナム・ホットスパーとの最終戦では一時0-1でリードされ、アーセナルにも優勝の可能性があったが、2-1で逆転勝利を飾り、優勝を決めたのであった。
マンチェスター・ユナイテッドは、ウェンブリー・スタジアムで行われたFAカップ決勝では、2-0でニューカッスル・ユナイテッドに勝利し、自身の持つ記録を更新し10度目の優勝を果たし、チャンピオンズリーグ決勝では、2-1でバイエルン・ミュンヘンに勝利し、2度目の優勝を果たした。決勝戦が行われた1999年5月26日は1968年に初優勝した際に監督を務めていたサー・マット・バスビーの90回目の誕生日に当たる日であった。この成功のためにオフシーズンにマンチェスター・ユナイテッドのメンバーは大きく入れ替わり、ドワイト・ヨーク、ヤープ・スタム、イェスパー・ブロムクヴィストの獲得には、計2800万ポンドが費やされ、9年間クラブに在籍したガリー・パリスターは250万ポンドでミドルズブラに復帰し、ブライアン・マクレアーもかつて在籍したマザーウェルに自由移籍するなど数人のベテラン選手たちがクラブを去った。
同シーズンのフットボールリーグについては「フットボールリーグ1998-99」を参照のこと。

## ヨーロッパのカップ戦の出場権
1998-99シーズンからチャンピオンズリーグの出場権は3枠与えられ、マンチェスター・ユナイテッド、準優勝のアーセナル、3位のチェルシーが翌シーズンのチャンピオンズリーグに出場することになった。UEFAカップの出場権はリーグでは一だけであり、4位のリーズ・ユナイテッドに出場権が与えられた。5位のウェストハム・ユナイテッドは、インタートトカップを通過し、UEFAカップの出場権を獲得した。FAカップ決勝に進出したニューカッスル・ユナイテッド、リーグカップで優勝したトッテナム・ホットスパーにもUEFAカップの出場権が与えられた。

## 降格・昇格
最下位に終わったノッティンガム・フォレストは7シーズンで3度目の降格となり、ホームではマンチェスター・ユナイテッドに1-8という記録的なスコアで敗れている。4シーズン前の優勝チームであるブラックバーン・ローヴァーズも19位で降格となった。9シーズンぶりにトップリーグに挑んだチャールトン・アスレティックは18位で1シーズンで降格となった。新たに昇格したチームでは、ミドルズブラのみが9位でシーズンを終え残留となった。
前シーズン降格したどのチームもプレミアリーグに戻ることは叶わなかった。ディヴィジョン1で優勝したサンダランドは2年ぶり、他の2チームは久々のトップリーグ昇格となるチームで、プレーオフを勝ち抜いたワトフォードは11年ぶり、準優勝したブラッドフォードに至っては77年ぶりの昇格となった。

## 監督交代
リヴァプールは、フランス代表監督を務めたジェラール・ウリエをロイ・エヴァンスと組ませるために招聘したが、エヴァンスは11月に監督を辞任した。
トッテナム・ホットスパーは、9月にクリスティアン・グロスを解任し、ジョージ・グラハムがリーズ・ユナイテッドから監督に就任し、グラハムのアシスタントコーチを務めていたデヴィッド・オレアリーがリーズの監督となった。
ニューカッスル・ユナイテッドは、シーズン開始直後にケニー・ダルグリッシュを解任し、ルート・フリットを招聘した。
エヴァートンは、ハワード・ケンダールの後任にウォルター・スミスを招聘した。
ブラックバーン・ローヴァーズは、チームが最下位に沈んでいた11月にロイ・ホジソンを解任し、マンチェスター・ユナイテッドでアシスタントコーチを務めていたブライアン・キッドを招聘した。皮肉なことにローヴァーズの降格は、最終戦の前の週にユナイテッドに敗れ決定した。
ノッティンガム・フォレストは、10月にデイヴ・バセットを解任し、残りのシーズンはロイ・アトキンソンが指揮を執った。アトキンソンはフォレストを残留させることが出来ず、その後、監督業から引退した。アトキンソンの後任には、選手兼任監督として、33歳のデビッド・プラットが就いた。

## 最終順位表
| 順位 | チーム                       | 試合 | 勝 | 分 | 負 | 得 | 失 | 得失 | 勝点 | 補足                                    |
| ---- | ---------------------------- | ---- | -- | -- | -- | -- | -- | ---- | ---- | --------------------------------------- |
| 1    | マンチェスター・ユナイテッド | 38   | 22 | 13 | 3  | 80 | 37 | +43  | 79   | UEFAチャンピオンズリーグ 本戦           |
| 2    | アーセナル                   | 38   | 22 | 12 | 4  | 59 | 17 | +42  | 78   | UEFAチャンピオンズリーグ 本戦           |
| 3    | チェルシー                   | 38   | 20 | 15 | 3  | 57 | 30 | +27  | 75   | UEFAチャンピオンズリーグ 予備予選3回戦  |
| 4    | リーズ・ユナイテッド         | 38   | 18 | 13 | 7  | 62 | 34 | +28  | 67   | UEFAカップ 1回戦                        |
| 5    | ウェストハム・ユナイテッド   | 38   | 16 | 9  | 13 | 46 | 53 | -7   | 57   | UEFAインタートトカップ 3回戦            |
| 6    | アストン・ヴィラ             | 38   | 15 | 10 | 13 | 51 | 46 | +5   | 55   |                                         |
| 7    | リヴァプール                 | 38   | 15 | 9  | 14 | 68 | 49 | +19  | 54   |                                         |
| 8    | ダービー・カウンティ         | 38   | 13 | 13 | 12 | 40 | 45 | -5   | 52   |                                         |
| 9    | ミドルズブラ                 | 38   | 12 | 15 | 11 | 48 | 54 | -6   | 51   |                                         |
| 10   | レスター・シティ             | 38   | 12 | 13 | 13 | 40 | 46 | -6   | 49   |                                         |
| 11   | トッテナム・ホットスパー     | 38   | 11 | 14 | 13 | 47 | 50 | -3   | 47   | UEFAカップ 1回戦1                       |
| 12   | シェフィールド・ウェンズデイ | 38   | 13 | 7  | 18 | 41 | 42 | -1   | 46   |                                         |
| 13   | ニューカッスル・ユナイテッド | 38   | 11 | 13 | 14 | 48 | 54 | -6   | 46   | UEFAカップ 1回戦2                       |
| 14   | エヴァートン                 | 38   | 11 | 10 | 17 | 42 | 47 | -5   | 43   |                                         |
| 15   | コヴェントリー・シティ       | 38   | 11 | 9  | 18 | 39 | 51 | -12  | 42   |                                         |
| 16   | ウィンブルドン               | 38   | 10 | 12 | 16 | 40 | 63 | -23  | 42   |                                         |
| 17   | サウサンプトン               | 38   | 11 | 8  | 19 | 37 | 64 | -27  | 41   |                                         |
| 18   | チャールトン・アスレティック | 38   | 8  | 12 | 18 | 41 | 56 | -15  | 36   | フットボールリーグ ディヴィジョン1 降格 |
| 19   | ブラックバーン・ローヴァーズ | 38   | 7  | 14 | 17 | 38 | 52 | -14  | 35   | フットボールリーグ ディヴィジョン1 降格 |
| 20   | ノッティンガム・フォレスト   | 38   | 7  | 9  | 22 | 35 | 69 | -34  | 30   | フットボールリーグ ディヴィジョン1 降格 |

1 リーグカップで優勝したためUEFAカップの出場権が与えられた。
2 本来ならばFAカップ優勝チームに与えられる出場権であるが、マンチェスター・ユナイテッドはチャンピオンズリーグに出場するため、準優勝のニューカッスル・ユナイテッドに出場権が繰り下げられた。

## 対戦表
| ホーム(行) / アウェー(列) | ホーム(行) / アウェー(列)    | MNU | ARS | CHE | LEE | WHU | AST | LIV | DER | MID | LEI | TOT | SHW | NEW | EVE | COV | WDN | SOT | CHA | BLB | NOT |
| 01.                       | マンチェスター・ユナイテッド |     | 1–1 | 1–1 | 3–2 | 4–1 | 2–1 | 2–0 | 1–0 | 2–3 | 2–2 | 2–1 | 3–0 | 0–0 | 3–1 | 2–0 | 5–1 | 2–1 | 4–1 | 3–2 | 3–0 |
| 02.                       | アーセナル                   | 3–0 |     | 1–0 | 3–1 | 1–0 | 1–0 | 0–0 | 1–0 | 1–1 | 5–0 | 0–0 | 3–0 | 3–0 | 1–0 | 2–0 | 5–1 | 1–1 | 0–0 | 1–0 | 2–1 |
| 03.                       | チェルシー                   | 0–0 | 0–0 |     | 1–0 | 0–1 | 2–1 | 2–1 | 2–1 | 2–0 | 2–2 | 2–0 | 1–1 | 1–1 | 3–1 | 2–1 | 3–0 | 1–0 | 2–1 | 1–1 | 2–1 |
| 04.                       | リーズ・ユナイテッド         | 1–1 | 1–0 | 0–0 |     | 4–0 | 0–0 | 0–0 | 4–1 | 2–0 | 0–1 | 2–0 | 2–1 | 0–1 | 1–0 | 2–0 | 2–2 | 3–0 | 4–1 | 1–0 | 3–1 |
| 05.                       | ウェストハム・ユナイテッド   | 0–0 | 0–4 | 1–1 | 1–5 |     | 0–0 | 2–1 | 5–1 | 4–0 | 3–2 | 2–1 | 0–4 | 2–0 | 2–1 | 2–0 | 3–4 | 1–0 | 0–1 | 2–0 | 2–1 |
| 06.                       | アストン・ヴィラ             | 1–1 | 3–2 | 0–3 | 1–2 | 0–0 |     | 2–4 | 1–0 | 3–1 | 1–1 | 3–2 | 2–1 | 1–0 | 3–0 | 1–4 | 2–0 | 3–0 | 3–4 | 1–3 | 2–0 |
| 07.                       | リヴァプール                 | 2–2 | 0–0 | 1–1 | 1–3 | 2–2 | 0–1 |     | 1–2 | 3–1 | 0–1 | 3–2 | 2–0 | 4–2 | 3–2 | 2–0 | 3–0 | 7–1 | 3–3 | 2–0 | 5–1 |
| 08.                       | ダービー・カウンティ         | 1–1 | 0–0 | 2–2 | 2–2 | 0–2 | 2–1 | 3–2 |     | 2–1 | 2–0 | 0–1 | 1–0 | 3–4 | 2–1 | 0–0 | 0–0 | 0–0 | 0–2 | 1–0 | 1–0 |
| 09.                       | ミドルスブラ                 | 0–1 | 1–6 | 0–0 | 0–0 | 1–0 | 0–0 | 1–3 | 1–1 |     | 0–0 | 0–0 | 4–0 | 2–2 | 2–2 | 2–0 | 3–1 | 3–0 | 2–0 | 2–1 | 1–1 |
| 010.                      | レスター・シティ             | 2–6 | 1–1 | 2–4 | 1–2 | 0–0 | 2–2 | 1–0 | 1–2 | 0–1 |     | 2–1 | 0–2 | 2–0 | 2–0 | 1–0 | 1–1 | 2–0 | 1–1 | 1–1 | 3–1 |
| 011.                      | トッテナム・ホットスパー     | 2–2 | 1–3 | 2–2 | 3–3 | 1–2 | 1–0 | 2–1 | 1–1 | 0–3 | 0–2 |     | 0–3 | 2–0 | 4–1 | 0–0 | 0–0 | 3–0 | 2–2 | 2–1 | 2–0 |
| 012.                      | シェフィールド・ウェンズデイ | 3–1 | 1–0 | 0–0 | 0–2 | 0–1 | 0–1 | 1–0 | 0–1 | 3–1 | 0–1 | 0–0 |     | 1–1 | 0–0 | 1–2 | 1–2 | 0–0 | 3–0 | 3–0 | 3–2 |
| 013.                      | ニューカッスル・ユナイテッド | 1–2 | 1–1 | 0–1 | 0–3 | 0–3 | 2–1 | 1–4 | 2–1 | 1–1 | 1–0 | 1–1 | 1–1 |     | 1–3 | 4–1 | 3–1 | 4–0 | 0–0 | 1–1 | 2–0 |
| 014.                      | エヴァートン                 | 1–4 | 0–2 | 0–0 | 0–0 | 6–0 | 0–0 | 0–0 | 0–0 | 5–0 | 0–0 | 0–1 | 1–2 | 1–0 |     | 2–0 | 1–1 | 1–0 | 4–1 | 0–0 | 0–1 |
| 015.                      | コヴェントリー・シティ       | 0–1 | 0–1 | 2–1 | 2–2 | 0–0 | 1–2 | 2–1 | 1–1 | 1–2 | 1–1 | 1–1 | 1–0 | 1–5 | 3–0 |     | 2–1 | 1–0 | 2–1 | 1–1 | 4–0 |
| 016.                      | ウィンブルドン               | 1–1 | 1–0 | 1–2 | 1–1 | 0–0 | 0–0 | 1–0 | 2–1 | 2–2 | 0–1 | 3–1 | 2–1 | 1–1 | 1–2 | 2–1 |     | 0–2 | 2–1 | 1–1 | 1–3 |
| 017.                      | サウサンプトン               | 0–3 | 0–0 | 0–2 | 3–0 | 1–0 | 1–4 | 1–2 | 0–1 | 3–3 | 2–1 | 1–1 | 1–0 | 2–1 | 2–0 | 2–1 | 3–1 |     | 3–1 | 3–3 | 1–2 |
| 018.                      | チャールトン・アスレティック | 0–1 | 0–1 | 0–1 | 1–1 | 4–2 | 0–1 | 1–0 | 1–2 | 1–1 | 0–0 | 1–4 | 0–1 | 2–2 | 1–2 | 1–1 | 2–0 | 5–0 |     | 0–0 | 0–0 |
| 019.                      | ブラックバーン・ローヴァーズ | 0–0 | 1–2 | 3–4 | 1–0 | 3–0 | 2–1 | 1–3 | 0–0 | 0–0 | 1–0 | 1–1 | 1–4 | 0–0 | 1–2 | 1–2 | 3–1 | 0–2 | 1–0 |     | 1–2 |
| 020.                      | ノッティンガム・フォレスト   | 1–8 | 0–1 | 1–3 | 1–1 | 0–0 | 2–2 | 2–2 | 2–2 | 1–2 | 1–0 | 0–1 | 2–0 | 1–2 | 0–2 | 1–0 | 0–1 | 1–1 | 0–1 | 2–2 |     |

各チームのホームゲームの結果を記載。

ホームチームから見て、勝利が青欄・敗戦が赤欄・引き分けが黄欄。

## シーズン総括
| 総ゴール数:         | 963  |
| 一試合平均ゴール数: | 2.53 |

### アーセナル
シーズン最終日、首位に立っていたマンチェスター・ユナイテッドはアーセナルのライバルクラブのトッテナム・ホットスパーとの対戦を控えていた。ユナイテッドは2-1で勝利し、アーセナルの勝利は結局無駄になってしまった。リーグでは最少失点であったが、無冠に終わったため多くの批判を浴びた。
若いフォワードのニコラ・アネルカをレアル・マドリードに売却し、翌シーズンは更に難しいものになった。

### アストン・ヴィラ
ドワイト・ヨークをマンチェスター・ユナイテッドに放出したため、UEFAカップに挑むヴィラにとっては大きなマイナスになるかと思われたが、新たに獲得したディオン・ダブリンとポール・マーソンがすぐにチームに馴染み、クリスマスまではリーグのトップに立っていた。しかし最終的に6位に終わり、UEFAカップの出場権すら逃す結果に終わった。

### ブラックバーン・ローヴァーズ
4シーズン前のリーグチャンピオンであり、前シーズンはUEFAカップに出場したが、このシーズンはタイトル争いに絡まないチームの一つであった。
11月にロイ・ホジソンが監督を辞任し、マンチェスター・ユナイテッドでアシスタントコーチを務めていたブライアン・キッドが監督に就任したが、チームにとってはプラスにならず、チームは下位に沈んだ。キッドはチームを降格圏から救うことは出来ず、イーウッド・パークでユナイテッドに敗れ降格が決定した。ディヴィジョン1での戦いを余儀なくされたが、多くの選手をチームに留めることに成功し、多くの者からすぐにトップリーグに返り咲くことを期待され、新シーズンを迎えることになった。

### チャールトン・アスレティック
9年ぶりのトップリーグ挑戦となったが、アラン・カービシュリーに率いられたチームは好スタートを切り、カービシュリーは8月の月間最優秀監督に選出された。しかし、すぐにパフォーマンスは低下し、シーズン中に調子を取り戻すことはなかった。最終的に降格となったが、フロントはカービシュリーを信頼し、解任されることはなかった。

### チェルシー
前シーズンは4位でフィニッシュし、UEFAカップウィナーズカップとリーグカップでも好成績を残したが、ブルーズはリーグ優勝を目指し、大物選手を獲得した。ACミランからフランス代表のマルセル・デサイー、バルセロナからスペイン代表のアルベルト・フェレール、クラブ記録となる移籍金540万ポンドでラツィオからイタリア代表のピエルルイジ・カジラギを獲得した。カジラギはキャリアに影響を与えるほどの怪我をしてしまったが、ジャンフランコ・ゾラはキャリアで最高のシーズンを送り、リーグで13ゴール、公式戦通算15ゴールを挙げ、多くのアシストも記録した。18歳のジョン・テリーがデビューを飾ったシーズンであるが、数年後にチェルシーのキャプテンになり、ワールドクラスのディフェンダーになると予想した者はほとんどいなかった。マンチェスター・ユナイテッドとアーセナルの優勝争いから脱落し、前回優勝チームとして挑んだカップウィナーズカップでは準決勝で敗れ、獲得したタイトルはUEFAスーパーカップだけとなった。しかし、若き指揮官のジャンルカ・ヴィアリに率いられたチームは3位でシーズンを終え、チャンピオンズリーグの出場権を獲得した。ヴィアリは監督業に集中するために現役引退を発表した。

### コヴェントリー・シティ
コヴェントリー・シティは15位でシーズンを終え、前シーズンより4つ順位を落とした。しかし、中心選手であったディオン・ダブリンをアストン・ヴィラに放出したにもかかわらず、残留争いに絡むことはなかった。
シーズン中のコヴェントリーの大きなニュースとして、新スタジアムのリコー・アリーナへの移転が発表され、2002年までに準備が整うとされていた。新しいスタジアムにはそれに見合ったクオリティのチームでなければならないとゴードン・ストラカンは、モロッコ代表のスター選手であったムスタファ・ハッジを獲得した。

### ダービー・カウンティ
ダービー・カウンティは前シーズンよりも良い8位でシーズンを終えた。5月の始めまではUEFAカップの出場権を狙える位置にいたが、それは叶わなかった。しかし、トッテナム、ニューカッスル、ブラックバーンより上で、リヴァプールに次ぐ順位で終えたことは十分満足に値するものであった。

### エヴァートン
ハワード・ケンダールの後任としてウォルター・スミスが監督に就任した。降格をギリギリで免れた前シーズンよりも順位は3つ上がり14位で終えたが、レンジャーズで数多くの成功を収めたスミスにはここ2シーズンの惨めな成績を払拭することが期待されていたため、グディソン・パークのサポーターの声援に応えることは出来なかった。

### リーズ・ユナイテッド
10月の始めにジョージ・グラハムがリーズを去り、トッテナムの監督に就任することが発表されエランド・ロードには衝撃が走った。後任にはマーティン・オニールを据える予定であったが、招聘に失敗し、アシスタントコーチを務めていたデヴィッド・オレアリーが後任に指名された。オレアリーに率いられた若いチームは安定したパフォーマンスを発揮し、7年前にリーグタイトルを獲得して以来最高の順位でシーズンを終え、UEFAカップの出場権を手に入れた。シーズン終了後には、サンダーランドから若きストライカーのマイケル・ブリッジスを獲得し、来シーズンに更なる期待を抱かせた。

### レスター・シティ
レスター・シティは昨シーズン同様の10位だったが、限られた予算の中で上手くチームを組織したマーティン・オニールは高い評価を受けた。ワージントンカップはトッテナムに決勝で敗れてUEFAカップの出場権は得られなかったが、リーズの監督に就任すると言われていたオニールがチームに留まったことは大きかった。

### リヴァプール
フランス代表監督も務めたジェラール・ウリエがクラブに加わり、ロイ・エヴァンスとの二党体制でタイトルを狙う環境が整ったかに思われたが、エヴァンスはウリエとの関係が上手く行かず、ウリエを残して11月にクラブを去った。マイケル・オーウェンは活躍をしたが、監督が代わり新しいスタイルに馴れる必要があり、また、スパイス・ボーイズと呼ばれた選手たちの成長も頭打ちとなり、リゴベール・ソングが加入し、ジェイソン・マカティア、スティグ・インゲ・ビョルンビーらがクラブを去るなどチームは過渡期を迎えており、タイトルレースからは早々に脱落した。1月までにチームの状況は多少は改善されたが、クラブの怠慢により、ボスマン・ルールを適用してスティーブ・マクマナマンがレアル・マドリードに移籍したことでクラブの財政は打撃を受けた。最終的にはUEFAカップの出場権にすら届かない7位でシーズンを終え、ここ5シーズンで最低の成績に終わった。

### マンチェスター・ユナイテッド
無冠に終わった前シーズンの失敗を繰り返さないために、シーズン開幕前にアレックス・ファーガソンはヤープ・スタム、ドワイト・ヨークを獲得し、クラブの移籍金の記録を2度更新した。また、攻撃の幅を広げるためにパルマからイェスパー・ブロムクヴィストを獲得した。アストン・ヴィラがタイトルレースから脱落し、アーセナルとチェルシーとの三つ巴の争いとなったが、最終節にトッテナムに2-1で勝利し、7シーズンで5度目となる優勝を決めた。1994年にダブル（2冠）を達成した時のメンバーはほとんど残っていないが、翌週にはFAカップ決勝でニューカッスルに2-0で勝利し、イングランドのクラブとして初めてダブルを3度達成したクラブとなった。チャンピオンズリーグ決勝にも勝利し、最終的にトレブルを達成した。

### ミドルズブラ
ミドルズブラは1998-99シーズンに昇格したチームの中で唯一残留を決めたクラブであった。9位という順位は、降格からは程遠く、UEFAカップの出場権を得られる順位からも遠いが、ミドルズブラにとってはここ20年で最高の成績であった。ブライアン・ロブソンに率いられたチームは着実に進歩しており、2つのカップ戦でもまずまず成績を残した。

### ニューカッスル・ユナイテッド
ニューカッスルは昨シーズンと似たようなシーズンを送った。昨シーズンと同様にリーグでは13位に終わったが、FAカップでは決勝に進出し、UEFAカップの出場権を与えられた。
ケニー・ダルグリッシュのチームはシーズン開幕から良いパフォーマンスを発揮することは出来ず、状況を好転させるため、「セクシー・フットボール」を見せると約束したルート・フリットに監督が交代した。しかし、チームを立て直すことは出来ず2シーズン連続でFAカップの決勝に進出したが、リーグでは13位に終わった。この成績はライバルのミドルズブラやダービー・カウンティ、シェフィールド・ウェンズデイといったクラブよりも悪い成績であった。

### ノッティンガム・フォレスト
昇格を決めた1997-98シーズンのチーム内得点王であるピエール・ファン・ホーイドンクは、パートナーのケヴィン・キャンベルが放出され、シーズン開幕を迎える前になって無断でチームを離脱した。もう2度とクラブでプレイすることはないかと思われたが、10月にチームに戻った。しかし、チームは既に降格圏に沈んでおり、デイヴ・バセットは監督を解任された。ロイ・アトキンソンにとっては最後の仕事となったが、チームを救うことは出来ず、7シーズンで3度目の降格となった。7勝で勝点30、ホームで1-8でマンチェスター・ユナイテッドに敗れるなどシーズン中に改善の兆しは見られなかった。
ロイ・アトキンソンとは契約を結ばず、後任にはブライアン・リトル、グレン・ホドル、ロイ・エヴァンスらの名前が挙がったが、後任にはプレイングマネージャーとしてイングランド代表ではキャプテンも務めたこともあるデビッド・プラットが後任に就いた。

### シェフィールド・ウェンズデイ
ダニー・ウィルソンが監督としてヒルズボロ・スタジアムに戻ってきたが、多くの者は降格候補に名を挙げた。しかし、チームは安定した戦いを見せ、マンチェスター・ユナイテッドに勝利した数少ないチームの一つであった。残留争いに参入することなく12位でシーズンを終えたが、唯一の不安要素であった負債は膨らみ、トップリーグ降格後に苦しむことになった。

### サウサンプトン
サウサンプトンは中々調子が上がらず4月まではずっと降格圏に沈んでいたが、低迷していたチャールトン・アスレティックとの争いを制し、残留を勝ち取った。最終戦での勝利は、ただ残留を決めただけでなく、新スタジアムへの移転計画を遂行できることを意味していた。老朽化したデルであと2シーズン過ごせば、新しい大きなセント・メリーズ・スタジアムへと移ることが出来るのであった。

### トッテナム・ホットスパー
チームはスタートから出遅れ、クリスティアン・グロスは監督に就任してから1年も経たずに監督を解任された。ライバルクラブのアーセナルで成功を収めたジョージ・グラハムが監督に就任した際には多少の批判が起きたが、良い成果をもたらした。リーグでは11位に終わったが、ワージントンカップで優勝し、ヘイゼルの悲劇以降2度目となるヨーロッパのカップ戦への出場権を手に入れた。

### ウェストハム・ユナイテッド
1997-98シーズンは、惜しくもUEFAカップの出場権を逃したが、5位でシーズンを終え、1980年以来となるヨーロッパのカップ戦の出場権を獲得した。スター選手のジョン・ハートソンを3月に放出したものの、ハリー・レドナップはリオ・ファーディナンドが次のクラブの顔となる選手であることを示した。今シーズンは、パオロ・ディカーニオがシェフィールド・ウェンズデイから加入し、トップチームで現在のイングランド代表の選手が数多くブレイクしたシーズンであり、フランク・ランパードがチームに不可欠の選手として活躍し、ジョー・コールはデビューを飾った。

### ウィンブルドン
ウィンブルドンは昨シーズンより順位を一つ落とし、16位でシーズンを終えた。これはトップリーグに在籍13年目で最低の成績であった。
3月の段階ではUEFAカップの出場権が狙えるトップ10以内をキープしていたが、ウェストハム・ユナイテッドからクラブ記録となる750万ポンドの移籍金でジョン・ハートソンがクラブに加入したのと時期を同じくして、クラブは下降線をたどった。
シーズン終了後に7年間指揮を執ったジョー・キニアが監督を辞任し、ノルウェー人のエジル・オルセンが後任に就いた。

## トップスコアラー
| 順位 | 選手名                             | 所属クラブ                   | 得点 |
| ---- | ---------------------------------- | ---------------------------- | ---- |
| 1    | ジミー・フロイド・ハッセルバインク | リーズ・ユナイテッド         | 18   |
| 1    | マイケル・オーウェン               | リヴァプール                 | 18   |
| 1    | ドワイト・ヨーク                   | マンチェスター・ユナイテッド | 18   |
| 4    | ニコラ・アネルカ                   | アーセナル                   | 17   |
| 4    | アンディー・コール                 | マンチェスター・ユナイテッド | 17   |
| 6    | ハミルトン・リカルド               | ミドルズブラ                 | 15   |
| 7    | ディオン・ダブリン                 | アストン・ヴィラ             | 14   |
| 7    | ロビー・ファウラー                 | リヴァプール                 | 14   |
| 7    | ジュリアン・ヨアキム               | アストン・ヴィラ             | 14   |
| 7    | アラン・シアラー                   | ニューカッスル・ユナイテッド | 14   |
| 11   | ジャンフランコ・ゾラ               | チェルシー                   | 13   |
| 12   | デニス・ベルカンプ                 | アーセナル                   | 12   |
| 12   | オーレ・グンナー・スールシャール   | マンチェスター・ユナイテッド | 12   |
| 14   | グスタボ・ポジェ                   | チェルシー                   | 11   |
| 15   | トニー・コッティ                   | レスター・シティ             | 10   |
| 15   | ジェイソン・ユーエル               | ウィンブルドン               | 10   |
| 15   | トーレ・アンドレ・フロー           | チェルシー                   | 10   |
| 15   | マーカス・ゲイル                   | ウィンブルドン               | 10   |
| 15   | ノエル・ウィーラン                 | コヴェントリー・シティ       | 10   |
| 20   | リー・ボウヤー                     | リーズ・ユナイテッド         | 9    |